# 比江山親興
比江山 親興（ひえやま ちかおき）は、戦国時代から安土桃山時代にかけての武将。長宗我部氏の家臣。土佐国比江山城主。長宗我部元親の従兄弟。

## 略歴
長宗我部国親の弟・国康の子として誕生。土佐比江山城主であり比江山氏を名乗る。
四国征伐では阿波岩倉城を守備。
元親の長男・長宗我部信親が戸次川の戦いで死去した後の長宗我部氏の後継者騒動の際に元親の怒りを買い、天正16年（1588年）10月4日、または9月下旬に切腹させられた。
この時、吉良親実も切腹させられた（異説あり）他、親興の室と二人の子供も、その一報を聞き逃げる道中もしくは善勝寺にて殺害されたとされている。親興やその妻子、寺の住職など7人が殺害または自害し、その死霊が「七人ミサキ」となったという「比江山七人ミサキ」という伝承が残っている。